# Борошняні галушки по-франконськи

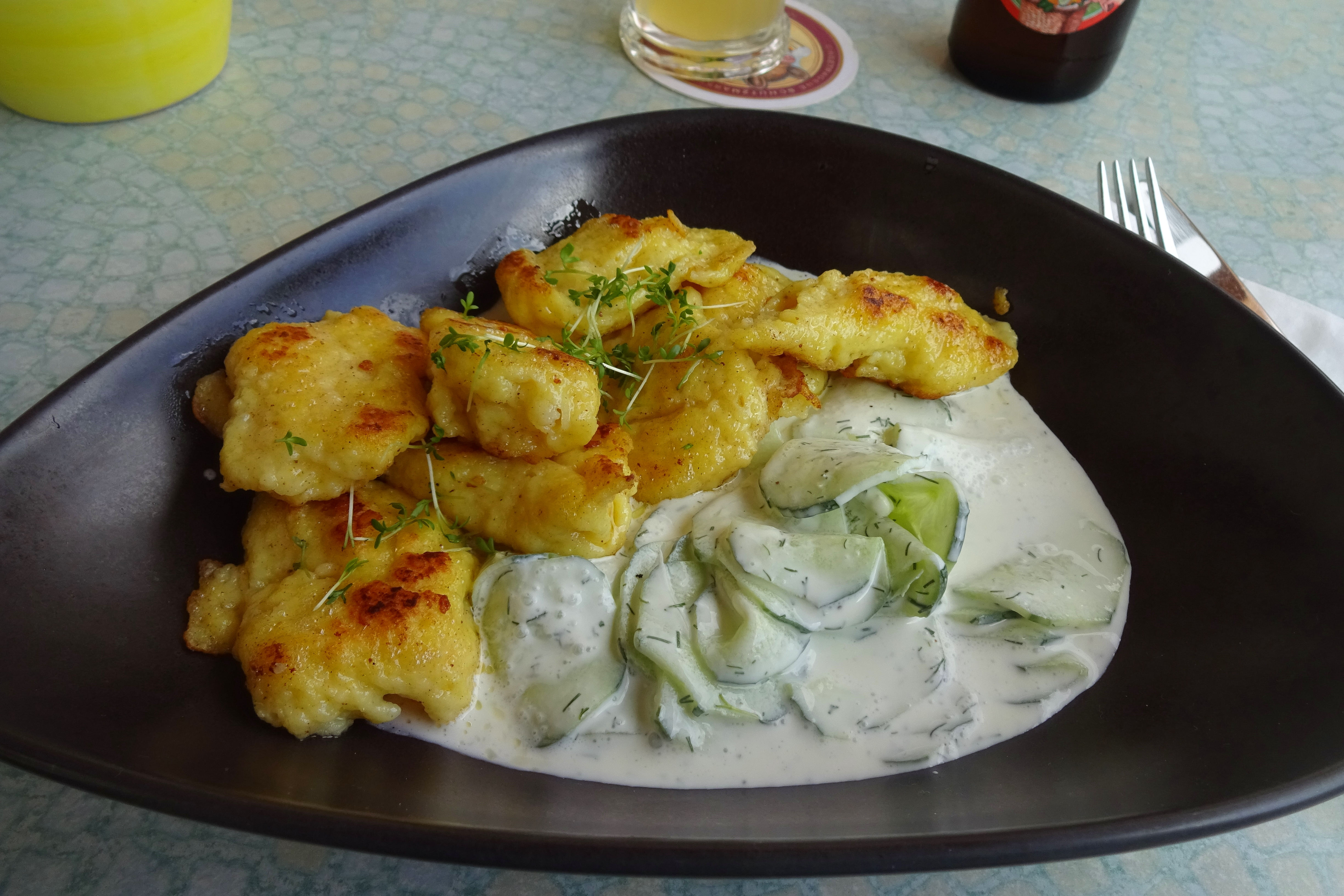
Борошняні галушки по-франконськи, подані з огірковим салатом

Борошняні галушки (по-франконськи) (нім. Fränkische Mehlklöße) — популярний у франконській кухні вид борошняних кльоцок. Борошняні галушки у Франконії сервірують гарніром до м'ясних страв, зокрема, до свинячого жаркого, самостійною стравою — у супроводі соусу або в комбінації зі смаженим шпигом і цибулею. Як десерт борошняні галушки по-франконськи подають з консервованими фруктами, наприклад, грушею.
Тісто для франконських галушок схоже на тісто для шпецле і складається з борошна, яєць, іноді молока і приправляється сіллю та харчовою содою. Борошняні галушки відварюють у киплячій воді або супі. Існують варіанти рецептів галушок по-франконськи з додаванням картоплі, білого хліба та манної крупи.